# Ectogenesi
Ectogenesi (dal greco ecto, "fuori," e gènesis, "origine") è un termine coniato dal genetista britannico J.B.S. Haldane nel 1924. Designa la crescita di un organismo all'esterno del corpo in cui si sviluppa solitamente, cioè all'interno di un ambiente artificiale. Per la specie umana consiste nello sviluppo dell'embrione, dal concepimento fino alla nascita di un bambino vivo e sano, che avviene all'esterno del corpo e dell'utero materno, cioè in un utero artificiale.

## Descrizione
L'ectogenesi è una pratica tecnicamente non ancora possibile, nonostante alcuni tentativi e ricerche. Lo scopo è la realizzazione di un utero artificiale che sia in grado di replicare e simulare l'utero naturale in tutte le funzioni necessarie al corretto sviluppo natale, dall'embrione, al feto, al nascituro. Tale utero potrebbe non essere legato necessariamente alla gestazione di una singola specie, ma potrebbe essere in grado di ospitare embrioni di specie diverse. Gli scopi e le possibilità possono essere molteplici:
- Annullare i rischi e i dolori legati alla gravidanza e al parto.
- Controllare i parametri biomedici, nutritivi, etc. del feto in modo costante, immediato e non invasivo.
- Poter avere un figlio proprio anche in caso di impossibilità fisiologica da parte della donna, senza dover ricorrere alla maternità surrogata (non si risolverebbero eventuali problemi di sterilità).
- Avere un figlio anche in età avanzata, o quando lo si desidera più opportuno ricorrendo alla tecnica del social-freezing (ovvero il congelamento di ovuli e seme o embrioni in età fertile).
- Possibilità di avere un figlio da parte di una coppia gay, senza dover ricorrere alla maternità surrogata (impropriamente detta gravidanza in affitto).

Una tale pratica potrebbe essere funzionale alla partenogenesi umana, alla clonazione (volta anche alla fabbricazione di organi), alla xenogenesi (o gravidanza interspecifica), all'evoluzione post-umana, all'ibridazione uomo-animale, alla creazione di nuove specie viventi, senza dover utilizzare dei corpi viventi femminili come vettore.

## Problematiche aperte
L'utilizzo di tale pratica, riguardo all'ambito della specie umana, comporta importanti problemi biologici, etici e legali..

## Nella letteratura
- L'utero artificiale di Henri Atlan del 2006

## Nella fantascienza
- Il mondo nuovo di Aldous Huxley del 1932.
- Ne Il sole nudo (1956) e ne I Robot dell'Alba (1983) di Isaac Asimov, si accenna alla possibilità dell'ectogenesi sul pianeta Solaria. In particolare, nel primo dei due romanzi citati, lo spaziale "fetologista"  Rikaine Delmarre - sulla cui morte indaga Eljiah Baley -  lavora proprio in direzione di una futura ectogenesi per gli abitanti di Solaria.
- The Island di Michael Bay (2005) con Ewan McGregor e Scarlett Johansson.
- Nella serie televisiva Kyle XY il protagonista è nato tramite ectogenesi, ed è chiaro sin dal primo episodio: non ha l'ombelico.
- Nell'Episodio II della serie cinematografica di Star Wars, l'esercito di cloni della Repubblica è prodotto tramite ectogenesi.
- La "capsula di ectogenesi" è una delle meraviglie presenti nel videogioco "Civilization: Beyond Earth".